# IKK classic
Die IKK classic ist eine deutsche, bundesweit tätige Krankenkasse aus der Gruppe der Innungskrankenkassen mit Sitz in Dresden. Als Trägers der gesetzlichen Krankenversicherung ist sie eine Körperschaft des öffentlichen Rechts. Mit über drei Millionen Versicherten, einem Haushaltsvolumen von rund 12 Milliarden Euro und 160 Geschäftsstellen ist sie Stand Juli 2024 die siebtgrößte Krankenkasse Deutschlands.
Der Zusatzbeitrag beträgt 3,4 %.

## Geschichte
Die IKK classic entstand zum 1. Januar 2010 aus der Fusion von IKK Baden-Württemberg und Hessen, IKK Hamburg, IKK Sachsen und IKK Thüringen. Diese hatten zu diesem Zeitpunkt 1.892.288 Versicherte, ein Haushaltsvolumen von 4,1 Mrd. Euro und über 190 Geschäftsstellen. Am 29. Oktober 2009 beschlossen die Verwaltungsräte der vier beteiligten IKKs in Dresden einen Zusammenschluss. Der Hauptsitz der Krankenkasse ist Dresden. Zum 1. August 2011 wurde die Vereinigte IKK nach Beschlüssen des jeweiligen Verwaltungsrats vom 5. Juli 2011 in die IKK classic aufgenommen.

## Vorstand, Verwaltungsrat und Landesbeiräte
Die IKK classic wird von einem zweiköpfigen Vorstand geführt, der das operative Geschäft führt und an den Verwaltungsrat berichtet. Der Verwaltungsrat ist das Kontroll- oder Lenkungsorgan. Für den Bereich jeder Landesdirektion bildet der Verwaltungsrat zur Stärkung des Regionalbezuges einen Landesbeirat als beratenden Ausschuss. Der Landesbeirat besteht paritätisch aus Versicherten- und Arbeitgebervertretern.